# Westmorland (circonscription fédérale)
Pour les articles homonymes, voir Westmorland (homonymie).
Ne doit pas être confondu avec Westmorland (circonscription provinciale).
Westmorland était une circonscription électorale fédérale du Nouveau-Brunswick, Canada, dont le représentant a siégé à la Chambre des communes de 1867 à 1966. 

## Histoire
Cette circonscription a été créée par l'Acte de l'Amérique du Nord britannique en 1867 et correspondait au Comté de Westmorland. Elle faisait partie des 15 circonscriptions fédérales originelles et fut abolie en 1966 lorsqu'elle fut divisée entre la circonscription de Westmorland—Kent et celle de Moncton.

## Liste des députés successifs
Cette circonscription fut représentée par les députés suivants :
|  | Législature | Date élection     | Député                | Profession          | Parti                     |
|  | ----------- | ----------------- | --------------------- | ------------------- | ------------------------- |
|  | 1re         | 7 août 1867       | Albert James Smith    | Avocat              | Libéral                   |
|  | 2e          | 20 juillet 1872   | Albert James Smith    | Avocat              | Libéral                   |
|  | ¹           | 28 novembre 1873  | Albert James Smith    | Avocat              | Libéral                   |
|  | 3e          | 22 janvier 1874   | Albert James Smith    | Avocat              | Libéral                   |
|  | 4e          | 17 septembre 1878 | Albert James Smith    | Avocat              | Libéral                   |
|  | 5e          | 20 juin 1882      | Josiah Wood           | Avocat              | Conservateur              |
|  | 6e          | 22 février 1887   | Josiah Wood           | Avocat              | Conservateur              |
|  | 7e          | 5 mars 1891       | Josiah Wood           | Avocat              | Conservateur              |
|  | ²           | 24 août 1895      | Henry Powell          | Avocat              | Libéral-conservateur      |
|  | 8e          | 23 juin 1896      | Henry Powell          | Avocat              | Libéral-conservateur      |
|  | 9e          | 7 novembre 1900   | Henry Emmerson        | Avocat              | Libéral                   |
|  | 10e         | 3 novembre 1904   | Henry Emmerson        | Avocat              | Libéral                   |
|  | 11e         | 26 octobre 1908   | Henry Emmerson        | Avocat              | Libéral                   |
|  | 12e         | 21 septembre 1911 | Henry Emmerson        | Avocat              | Libéral                   |
|  | ³           | 1er février 1915  | Arthur Bliss Copp     | Avocat              | Libéral                   |
|  | 13e         | 17 décembre 1917  | Arthur Bliss Copp     | Avocat              | Libéraux de Laurier       |
|  | 14e         | 6 décembre 1921   | Arthur Bliss Copp     | Avocat              | Libéral                   |
|  | ⁴           | 19 janvier 1922   | Arthur Bliss Copp     | Avocat              | Libéral                   |
|  | 15e         | 29 octobre 1925   | Otto Baird Price      | Chirurgien-dentiste | Conservateur              |
|  | 16e         | 14 septembre 1926 | Otto Baird Price      | Chirurgien-dentiste | Conservateur              |
|  | 17e         | 28 juillet 1930   | Otto Baird Price      | Chirurgien-dentiste | Conservateur              |
|  | 18e         | 14 octobre 1935   | Henry Read Emmerson   | Vendeur             | Libéral                   |
|  | 19e         | 26 mars 1940      | Henry Read Emmerson   | Vendeur             | Libéral                   |
|  | 20e         | 11 juin 1945      | Henry Read Emmerson   | Vendeur             | Libéral                   |
|  | 21e         | 27 juin 1949      | Edmund William George | Agriculteur         | Libéral                   |
|  | 22e         | 18 août 1953      | Henry Joseph Murphy   | Avocat              | Libéral                   |
|  | 23e         | 16 juin 1957      | Henry Joseph Murphy   | Avocat              | Libéral                   |
|  | 24e         | 31 mars 1958      | William Creaghan      | Avocat              | Progressiste-conservateur |
|  | 25e         | 18 juin 1962      | Sherwood Rideout      | Chef de train       | Libéral                   |
|  | 26e         | 8 avril 1963      | Sherwood Rideout      | Chef de train       | Libéral                   |
|  | ⁵           | 9 novembre 1964   | Margaret Rideout      | Femme au foyer      | Libéral                   |
|  | 27e         | 8 novembre 1965   | Margaret Rideout      | Femme au foyer      | Libéral                   |

¹ Élection partielle à la suite de la nomination de M. Smith au poste de ministre de la marine et des pêches
² Élection partielle à la suite de la nomination de M. Wood au Sénat
³ Élection partielle à la suite du décès de M. Rideout
⁴ Élection partielle à la suite de l'acceptation d'une charge de la Couronne par M. Copp
⁵ Élection partielle à la suite du décès de M. Emmerson